# Bacanius tonkinensis
Bacanius tonkinensis är en skalbaggsart som beskrevs av Cooman 1936. Bacanius tonkinensis ingår i släktet Bacanius och familjen stumpbaggar. Inga underarter finns listade i Catalogue of Life.